# 高木武雄
高木 武雄（たかぎ たけお、1892年（明治25年）1月25日 - 1944年（昭和19年）7月6日）は、日本の海軍軍人。最終階級は海軍大将。福島県石城郡大野村（現・いわき市）出身 。磐城中学校（現・福島県立磐城高等学校）卒。海軍兵学校（39期）、海軍大学校（23期）卒業。幼少のころから頭脳明晰で、同期中最年少の少尉任官であった。海軍兵学校同期に伊藤整一、山縣正郷、遠藤喜一、阿部弘毅、岡敬純、角田覚治、原忠一などがいる。

## 経歴
1911年（明治44年）7月、海軍兵学校（39期）を、148人中17位で卒業。
1912年（大正元年）12月、海軍少尉。
1914年（大正3年）12月、海軍中尉。
1917年（大正6年）12月、海軍大尉。1920年（大正9年）5月、装甲巡洋艦「浅間」分隊長。1918年（大正7年）12月、海軍水雷学校専攻科学生。1921年（大正10年）7月、海軍潜水学校教官。
1923年（大正12年）12月、海軍少佐、海軍大学校（23期）に入校。その後、潜水艦艦長や第二潜水戦隊参謀など潜水艦関係の経歴が多い。
1928年（昭和3年）12月、海軍中佐。1931年（昭和6年）12月、海軍大学校教官。当時の教官には、近藤信竹大将（当時少将・教頭）、小澤治三郎中将（当時大佐）、山口多聞中将（当時大佐）、宇垣纏中将（当時大佐）など、後に艦隊の司令長官や参謀長として太平洋戦争史に頻出する提督たちが多く名を連ねている。
1932年（昭和7年）12月、海軍大学校教官在任中、海軍大佐に昇進。
1933年（昭和8年）12月、軽巡洋艦「長良」艦長。
1934年（昭和9年）11月、海軍省教育局第一課長。
1936年（昭和11年）12月、重巡洋艦「高雄」艦長。当時、「高雄」は第二艦隊旗艦であり、司令長官は吉田善吾中将、参謀長は三川軍一少将であった。
1937年（昭和12年）12月戦艦「陸奥」艦長。当時「陸奥」は聯合艦隊の旗艦であり、司令長官は第二艦隊司令長官から着任した吉田善吾中将、参謀長は高橋伊望少将である。
1938年（昭和13年）11月海軍少将昇進、海兵同期の伊藤整一少将の後任として第二艦隊参謀長。司令長官は豊田副武中将。
1939年（昭和14年）11月、第二艦隊参謀長を鈴木義尾少将に譲り、三川軍一少将の後任として軍令部第二部長に就任する。軍令部第二部は海軍軍備計画の担当部局である。当時、海軍航空本部長であった井上成美中将から軍令部第二部の軍備計画（第五次海軍軍備充実計画案）に対し「明治の頭で昭和の軍備」との批判を受ける。井上はこの論議をきっかけに「戦艦不要論」、「海軍の空軍化」を骨子とした「新軍備計画論」という意見書を当時の海軍大臣及川古志郎大将に提出している。しかしながらこの頃の情勢として対米戦は必至と考えられており、井上の意見書は対米戦の非現実さを軍備計画の観点から意見具申したものと考えられ、高木の軍備計画は軍令部の主務者としての精一杯の計画だった。高木の軍令部第二部長就任時期はヨーロッパで第二次世界大戦が勃発した時期に重なる。仮想敵アメリカ海軍は大戦の勃発に対し、第三次ヴィンソン案(1940年6月)・スターク案(1940年7月)と次々と予算を議会で通過させた。軍令部はこれに対し第三次ヴィンソン案には第五次の、スターク案に対し第六次の軍備計画案を立案した。しかし日本の国力ではその計画実行は不可能なのは明らかだった。結局、開戦までに第五次・第六次計画は宙に浮き、ミッドウェー海戦後に第五次計画が航空重視に改定され、第六次計画は消滅した。
1941年（昭和16年）9月、第五戦隊司令官。

### 太平洋戦争
太平洋戦争開戦時には重巡洋艦「妙高」、「那智」、「羽黒」からなる第五戦隊の司令官として南方攻略作戦に参加。1942年（昭和17年）2月、スラバヤ沖海戦における日本側艦隊指揮官。海戦には勝利したが消極的な遠距離戦に固執したことから批判を受ける。同年5月、海軍中将へ昇任。5月7日、史上初の航空母艦同士の海戦である珊瑚海海戦において第四艦隊司令長官井上成美中将のもと、第五戦隊、原忠一少将率いる第五航空戦隊などからなる機動部隊を指揮した。
高木中将は味方戦力の消耗激しく第2次攻撃の命令を独断で黙殺した。当時、内地にあって戦闘経過を見守っていた連合艦隊司令部では「コノ際極力敵ノ殲滅ニ努ムベシ」と叱咤した。
アメリカの戦史家ジョン・トーランドは珊瑚海海戦のとき、高木提督が空母同士の交戦を一時中止して北上し、索敵機を飛ばす海域を絞り込んで、翌日再攻撃に移った戦術を「日本海軍には珍しく合理主義的な提督だ」と評している。
同年6月、ミッドウェー海戦参加。8月、ソロモン方面進出、10月15日、ガダルカナル島・ヘンダーソン基地砲撃。さらに南太平洋海戦にも参加した。
1942年（昭和17年）11月、台湾・澎湖諸島にあった馬公警備府司令長官に親補された。
1943年（昭和18年）4月、高雄警備府司令長官。1943年（昭和18年）6月、潜水艦が主体の第六艦隊司令長官に親補され、翌1944年（昭和19年）6月6日、サイパン島に進出、マリアナ沖海戦に挑む。潜水艦部隊の指揮には通信能力が高い旗艦があれば事足り、就任時には旗艦として特設潜水母艦「筑紫丸」が就役して呉に常駐していたが、高木は伝統的な指揮官先頭の精神を重視したため、先任参謀堀之内美義大佐、航海参謀鈴木真人少佐、通信参謀竹内義正少佐、副官など少数の幕僚と共にサイパンに進出し、参謀長以下の幕僚を「筑紫丸」に残留させた。
潜水艦を利用した作戦では犠牲も多く敵戦闘艦攻撃や輸送作戦に戦力を投入する事となった。
サイパン島防衛戦の直前まで、大本営は南雲忠一中部太平洋方面艦隊長官をはじめサイパンに残留する艦隊・戦隊司令部要員を潜水艦によって救出する作戦を実行させたが、効果が出せず返り討ちになるばかりであった。潜水艦の消耗が続出したため、高木自ら大本営の好意に感謝しつつも、救出作戦の中止命令を発した。
1944年（昭和19年）7月6日、サイパン島の戦いで戦死した。52歳没。死亡に関しては諸説ある。一つには、東京に居て寛いでいる時にサイパン攻撃中の知らせを聞き「サイパンに行かねば」と膝の上の孫を放り出したと言うものがいくつかあるが、最初引用の出所は不明である。陸軍の小畑第31軍司令官が視察先からサイパン島に戻れなかったことを考えると信憑性は低い。最期の直前までいた兵士の証言により「サイパン島にて切腹した後、将たるもの敵に屍を晒す事は恥として手榴弾を抱え爆死した」との説が最も信憑性が高い。同年7月8日、海軍大将に昇進。
スラバヤ沖海戦の際、乗艦を沈められて漂流していた米兵多数に対し、救助命令を出し大勢の米兵を救助した事から、米国スミソニアン博物館にて功績を紹介されている日本人唯一の提督でもある。

## 栄典
- 1932年（昭和7年）12月28日 - 従五位[3]
- 1938年（昭和13年）2月1日 - 正五位
- 1942年（昭和17年）5月15日 - 従四位
- 1944年（昭和19年）7月6日 - 従三位